# Kudal, Hangal
Kudal là một làng thuộc tehsil Hangal, huyện Haveri, bang Karnataka, Ấn Độ.